# 東富士欽壹
東富士 欽壹（あずまふじ きんいち、1921年10月28日 - 1973年7月31日）は、東京市下谷区（現・東京都台東区）出身で高砂部屋（入門時は富士ヶ根部屋）に所属した大相撲力士・第40代横綱・元プロレスラー・実業家。本名は井上 謹一（いのうえ きんいち）。

## 来歴

### 初土俵〜三役
子供時代から巨躯・怪力で、大人に交じって家業の鉄工所を手伝っていたことから“下谷に怪童あり”と評判になる。その評判を聞きつけた富士ヶ根が勧誘して入門させ、1936年1月場所に初土俵を踏む。しかし、緊張から鍛え上げられた力を発揮できずに前相撲を通過して番付に載るまで2年を要したが、幕下時代から双葉山定次に目をかけられ、「キン坊、来い」と呼ばれては猛稽古で鍛えられた。
双葉山定次の猛稽古によって順調に力を付け、1942年1月場所で新十両昇進。1943年1月場所では十両東2枚目の地位で14勝1敗の十両優勝を果たすと、同年5月場所で新入幕を果たす。十両上位で14勝の好成績を残したことで新入幕の場所は東前頭8枚目に位置づけられ、いきなり横綱・三役陣と総当りさせられたが、照國萬藏・安藝ノ海節男の2横綱には敗れたものの、2関脇・1小結を倒して10勝5敗の好成績を残した。前頭筆頭で迎えた1944年1月場所7日目には、かつて胸を借りた双葉山の横綱土俵入りで露払いを務めた（太刀持ちは前田山英五郎）。
その後も1場所途中休場による負け越しがあったもののすぐ幕内上位に定着し、新関脇での1944年11月場所では東西の編成替えで初めて双葉山と敵方になり、同場所6日目にその双葉山定次を上手投げで破って恩を返した。この取組が、結果的に双葉山が土俵に上がっての最後の敗戦にもなった。

### 大関時代
第二次世界大戦中の一時期は、出羽海部屋に身を寄せて巡業や稽古を共にした。そのまま移籍する話も持ち上がり、当人も出羽海側も移籍のつもりだったが、高砂一門の総帥である前田山がこれを認めなかったことで、東富士は半ば脱走するように出羽海部屋を去らなくてはならなかった。しかし、この一件が背景を知らない出羽海の力士との間に遺恨を残すことになり、これも本場所で実力を発揮しきれなかった一因と考えられている。
1945年6月場所は、戦局の悪化によって旧・両國国技館にも空襲があり、それによって天井に穴が開いた状態で開催されたことで、晴天のみ7日間興行となった。東富士はこの場所を羽黒山政司・佐賀ノ花勝巳の1横綱1大関はじめ対戦のあった三役力士はすべて破って6勝1敗の好成績を残した。この1敗は6日目、朝からの雨で中止と決めつけて昼から酒を飲み、予定通り開催と知って慌てて国技館に駆けつけて出場、平幕の十勝岩豊にうっちゃりで敗れたものである。この失態によって優勝はこの場所7戦全勝だった備州山大八郎に浚われたが、前場所の9勝1敗（優勝同点）に続く好成績だったことで関脇を2場所で通過、戦後最初の場所となった1945年11月場所で大関に昇進する。
新大関の場所は全勝の羽黒山に敗れただけの9勝1敗の星を残したが、1946年の巡業で右足に重傷を負い、直後の11月場所は平幕戦だけで3敗するなど7勝6敗。これ以降は後遺症で成績が不安定となる。1947年6月場所では9勝1敗で羽黒山と前田山、力道山とともにこの場所からはじまった優勝決定戦に出場するが、1回戦で前田山に敗れ、続く11月場所は新鋭の千代ノ山に叩き込みに敗れるなど6勝5敗に終わる。
1948年5月場所では力道山にうっちゃりに敗れただけの10勝1敗で初優勝。力道山に敗れた1番は、力道山が立ち合いから猛烈に突っ張って出て、東冨士は左を差すと一気に出て土俵際、腰を落として寄り倒そうとしたが、力道山は必死にこらえ、力を振り絞って右へうっちゃった、という流れであった。同10月場所は増位山大志郎に本割・決定戦ともに敗れて優勝同点だったもののやはり10勝1敗で、場所後に横綱免許を授与された。これは吉田司家が授与した最後の横綱免許となった（次に昇進した千代の山からは協会が授与するようになった）。

### 横綱昇進後

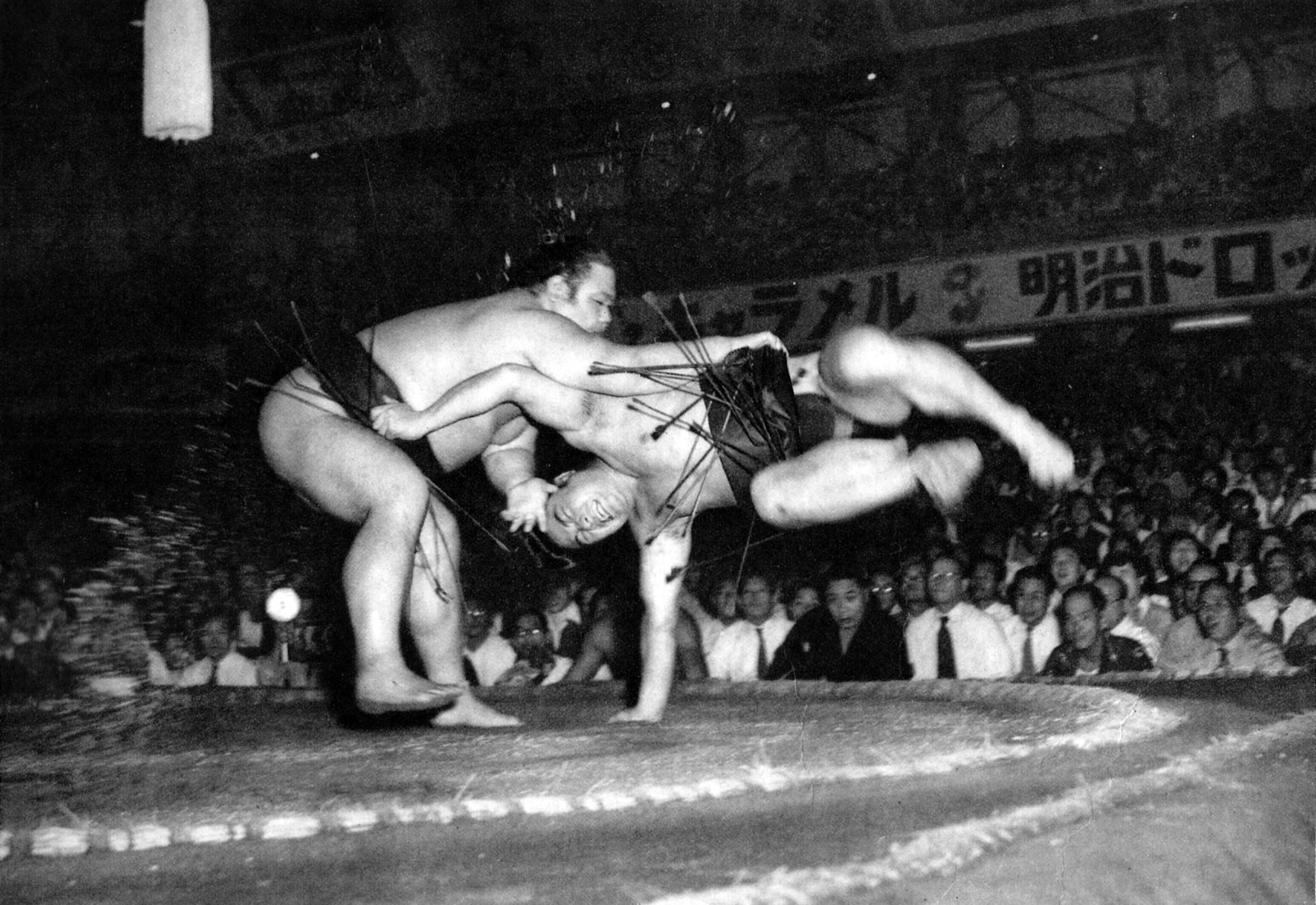
東富士（左）が上手投げで栃錦を破った瞬間（1953年10月29日・秋場所11日目）

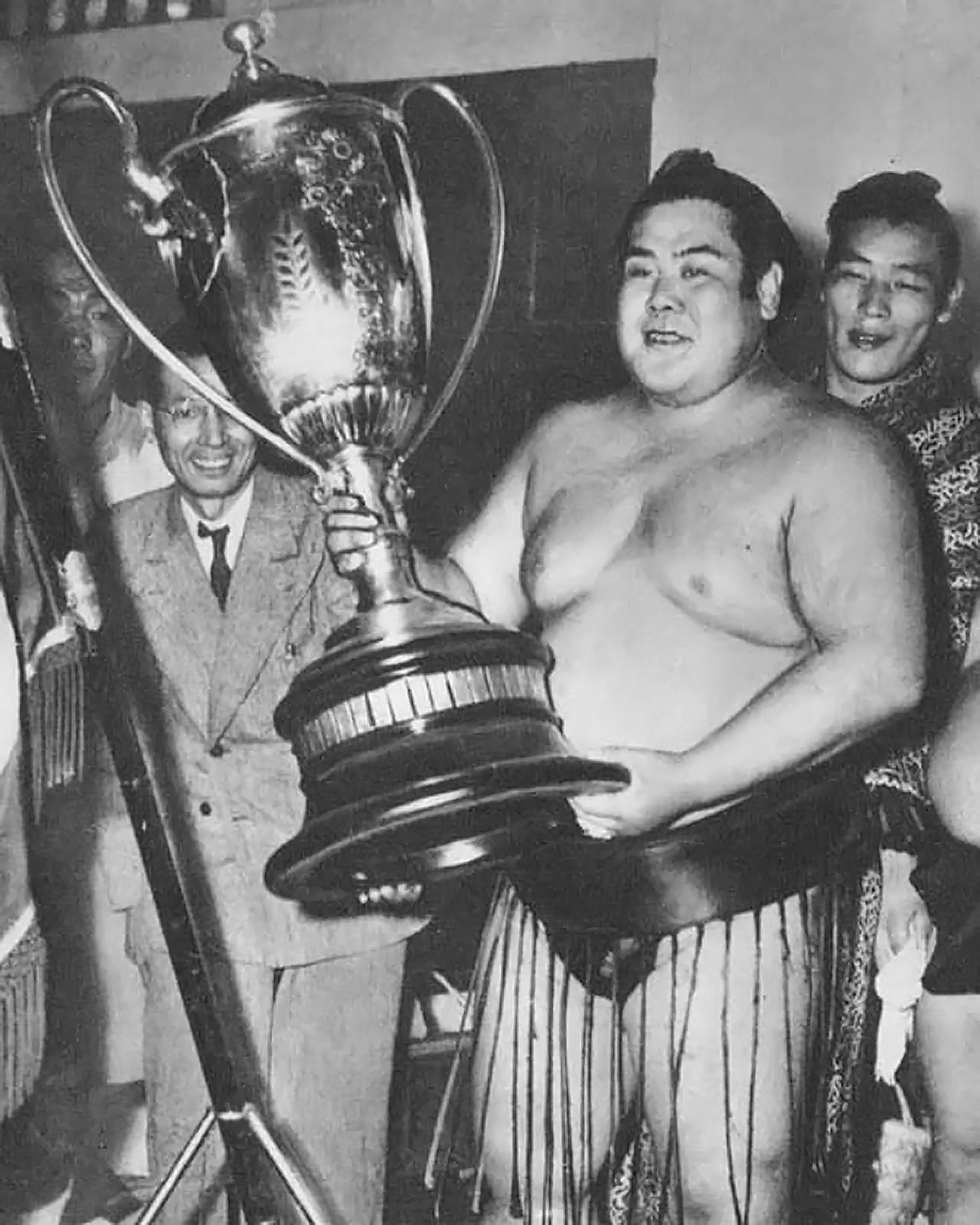
1950年夏場所で優勝し、記念撮影で賜杯を持つ東富士

新横綱の1949年1月場所から高砂部屋の所属となる。この場所6日目の神風戦は相手のまぶたが切れて出血のために取組続行不能とされ痛み分けとなり、この1分があって同部屋で平幕下位の國登を半星差で追う形になったが、千秋楽國登が敗れて逆転、10勝2敗1分で双葉山（1938年1月場所）以来となる新横綱優勝を果たした。
続く5月場所は終盤横綱大関陣に5連敗を喫してやっと勝ち越しの8勝7敗に終わる。皆勤横綱の5連敗は現在でも最多タイ記録である。
1950年1月場所は左足首関節挫傷のため3日目から休場。他の2横綱も照國は4日目から、羽黒山は5日目から相次いで休場し「横綱不在」となってしまう。東富士は7日目から、羽黒山は11日目から再出場するもともに6勝に終わる。前場所1949年10月場所では前田山が「シールズ事件」で引退に追い込まれていたこともあり、横綱のあり方について批判が噴出し、相撲協会でも一度は「連続負け越しか休場で大関へ降格」とする新制度の導入を発表（のち撤回）、大関で連続優勝を果たした千代の山は時期尚早を理由に横綱を見送られることになり、横綱審議委員会の発足へつながっていく。
続く5月場所では前場所の雪辱を期すように3横綱で優勝を争い、東富士1敗－羽黒山2敗で千秋楽結びの一番となり、これに勝って14勝1敗で3度目の優勝を果たす。
1951年9月場所は場所中から急性肺炎による高熱に悩まされ、11日目から3日間土俵入りを休むなど苦難の場所となった。特に12日目の吉葉山潤之輔との一番では医師からも「こんな病身で相撲なんか取って死んでも知らんぞ」と制止されながら、「命に関わっても文句は言わぬ」と誓約書を出して出場。この日の1度目の取り組みは東冨士の怒涛の寄り倒しに軍配が上がったものの物言い。取り直しになるも熱の入った攻防の末に水が入り、再開後、吉葉山の寄りを東冨士がうっちゃり、軍配は吉葉山に上がったがまたも物言い。協議の結果、これ以上取らせるのは不可能と判断され、吉葉山の了承を得て、勝負預りとなる死闘となった。他に9日目関脇栃錦に敗れた1敗があったものの13勝1敗1預で、4度目の優勝を果たす。またこの場所は千代の山の横綱昇進で、羽黒山・照國・東富士と4横綱時代となっており、1938年5月場所以来13年ぶり史上2度目の4横綱総当りも実現したが、東富士は横綱戦3戦全勝を記録している。系統別総当り制のもとでの4横綱総当りは、不戦勝をまじえない純然たるものとしてはこれが最後で、次に実現するのは部屋別総当りとなった1965年9月場所でのことになる。場所後には力道山のオープンカーを借りて優勝パレードを個人的に行い、これが大相撲における優勝パレードの始まりで、1952年1月場所（優勝は羽黒山）以降は日本相撲協会の公式行事として行われている。
1953年9月場所、初日から13連勝で優勝を決め、今度こそ全勝なるかと思われたが、14日目吉葉山に取り直しの末敗れる。千秋楽には鏡里をくだして14勝1敗。これが最後（6度目）の優勝になった。
1954年9月場所、4勝4敗のあと9日目から休場。この場所は大関栃錦が初日黒星のあと連勝を続け優勝を争っていて、大関で連続優勝となれば横綱昇進が問題となるところであるが、このときすでに東富士と千代の山・鏡里・吉葉山の4横綱がいて、栃錦を横綱にすると前例のない5横綱時代が実現することになり、このために栃錦の昇進が見送られる可能性があった。その気配を察した東富士は14日目に引退を申し出た。東富士引退の意向を聞いた栃錦は「どうか引退しないでください」と東富士に伝え、東富士も最初は考えたが「栃錦からの申し出で、逆に気持ちが吹っ切れた」と語っている。

### プロレス転向
引退後は年寄・錦戸を襲名したが、高砂一門での派閥争いを嫌って1954年12月に廃業した。錦戸は双見山又五郎の所有者名義だったが、それを知らずに襲名してしまったために立浪から苦情がつき、一門間での争いにも巻き込まれた。その人柄を惜しんだ時津風が角界に残れるよう便宜を図るが、現在よりさらに一門同士の隔たりが大きかった時代で、双葉山をもってしても叶わず、引退相撲も行われなかった。
断髪もしないまま今後を模索していた頃、力道山に誘われてプロレスに転向した。力道山の伝手でハワイでレスラー修業を積み、1955年４月17日にホノルルでドン・バイテルマン（ドン・カーティス）を相手にデビュー戦を行う。その１週間後には同所で力道山と組んで、ボビー・ブランズ、ラッキー・シモノビッチ組からハワイ・タッグ選手権を獲得した。1955年10月には各団体の主力が参加した「ウェート別日本選手権」のヘビー級部門で山口利夫を破って優勝する役柄を演じ、日本ヘビー級王者・力道山への挑戦権を獲得した形になったが、力道山対東富士の選手権試合は実現せず、結局は力道山に脇役として使われ、力道山がブラジル遠征を行っていた1958年11月に、プロレスラーを引退した。最後の試合は11月28日に後楽園ジムナジアムで行われたテレビマッチでのタイニー・ミルズ戦である。

### 晩年
プロレス引退後はアパート経営を経てフジテレビ・TBSテレビなどの相撲解説者を担当し、銀座でサラリーマン金融「ファイナンス・フジ」を設立して社長を務め、銀座を中心に名古屋・仙台・札幌・静岡に支店を出した。1973年7月31日、結腸癌のため死去した。51歳没。

## 評価
「怒涛の寄り」と形容された速攻相撲の実力者だった。速攻に加え、ヒジをおっつけて全体重を乗せるようにして打つ上手出し投げは、東富士ならではの強烈なものだった。しかし、全勝も連続優勝もなく「東富士時代」と呼べる一時代は築けずに終わった。物事に執着のない性格にくわえ、師匠の高砂との不和などが、実力を発揮しきれなかった背景と考えられている。しかし、初優勝以来6年間は毎年1回優勝しており、羽黒山政司らとともに栃錦清隆・若乃花幹士時代（栃若時代）までの相撲界を支えた功績は大きい。

## エピソード

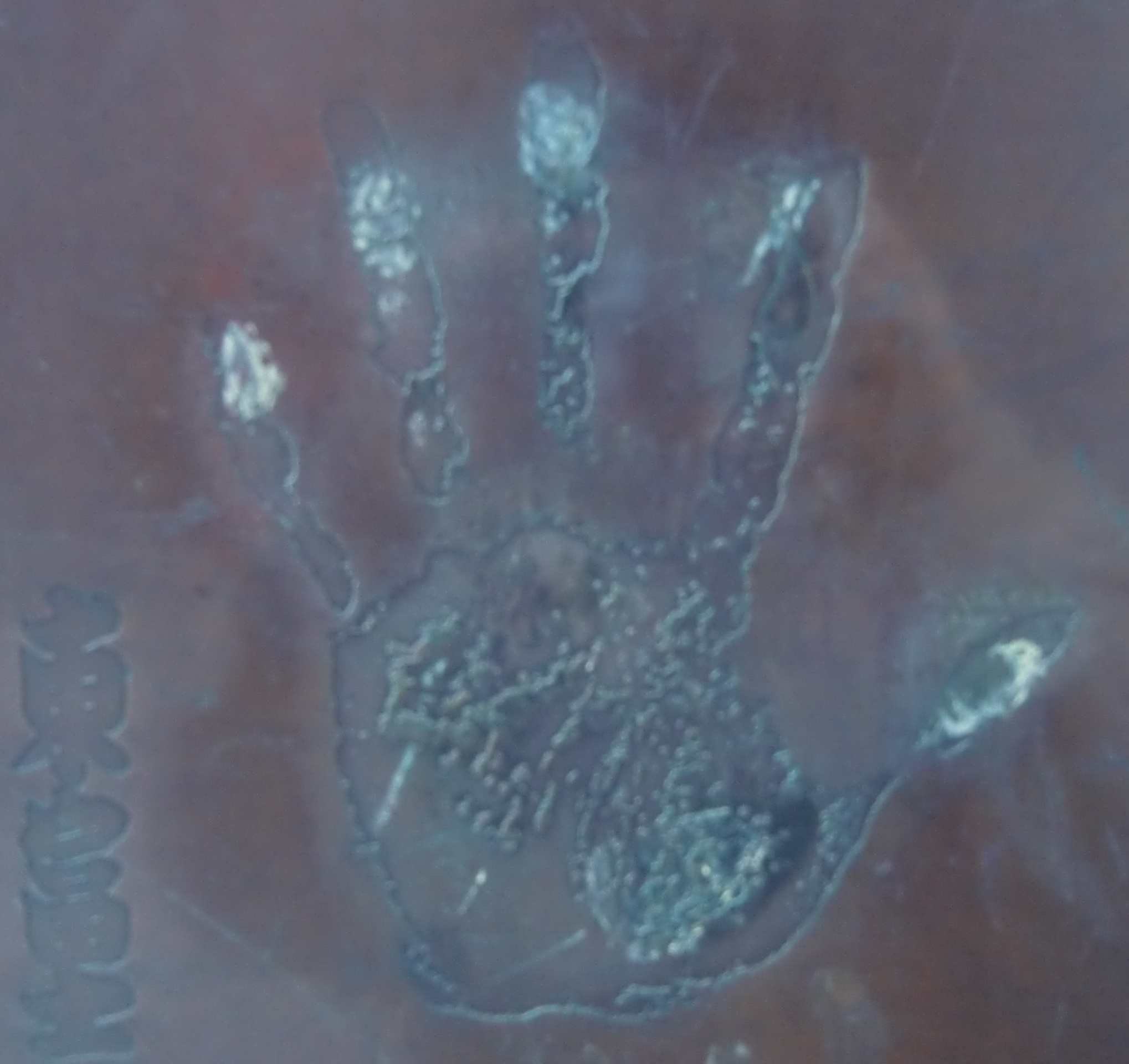
国技館辺に展示されている東富士の手形

- 東富士が入門した富士ヶ根部屋では、伝統的に四股名に「富士・冨士」が付くが、通常は上に付いて「冨士東」になる予定だった。しかし、富士ヶ根の期待の大きさを表すものとして逆の四股名になっている。現在でもこの伝統は、当時の富士ヶ根部屋を吸収した高砂部屋に継承されている[注 5]。2021年現在でも富士東和佳（足立区出身）が現役力士として在籍するが、これは玉ノ井部屋の「東」を継承した四股名で、東富士との関係は一切無い。
- 男女ノ川登三の付き人をしていた頃、男女ノ川の大好物だったジャガイモをこっそり食べた。しかし、ジャガイモの減りに敏感だった男女ノ川はすぐに見抜いて「こらキン坊、一つ食っただろ!」と怒られたという。
- 1947年6月場所に行われた優勝決定戦に初めて出場したが、同じ決定戦に出場した前田山英五郎とは複雑な上下関係があり、対戦相手を決める抽選では何とか当たらない様に祈ったものの一回戦で対峙し、敗退している。
- 横綱昇進を決めた頃、灰田勝彦（歌手）・別所毅彦（プロ野球選手）と3人で義兄弟の契りを結ぶ交友もあったという。
- 最初の東京出身横綱で「江戸っ子横綱」と呼ばれた[1]。東富士の横綱土俵入りは巨体だけに迫力と貫禄に満ち、「鼻息が桟敷まで聞こえる」とも言われたという。気風の良い人柄で知られ、それにまつわるエピソードは数多い。
  - 当時は二所ノ関一門と高砂一門で合同巡業を打つことが多く、若乃花幹士を可愛がった。若乃花によれば「巡業中に自分（東富士）を倒したら一番ごとに1万円やる」と発破をかけられたというが、当時の1万円は大変な高額で、東富士がそれを自分の身銭から出す懐の大きさに打たれ、若乃花は横綱昇進後も東富士の態度を手本にした。
  - 1953年9月場所で羽黒山政司が引退したことで最古参の横綱となったために力士会の会長に就任した東富士は、協会幹部が相手でも物怖じせず交渉にあたることで人望を集めたが、若い頃から稽古をつけられた時津風にだけは弱く、「キン坊、どうした?」と言われるとたちまち大人しくなったという。
- 角界において、「良い生活を送りたかったら稽古しなさい」という意味でお馴染みの叱咤激励の言葉である「土俵に宝（銭）が埋まっている」というたとえ話を聞いた際、実際に夜中に鍬で土俵を掘り起こし、真ん中に土の山を作って兄弟子たちを驚愕させたという[5]。
- 角界経験者がプロレスへ転向するケースは力道山を筆頭に数多く存在するが、東富士は初めて横綱経験者としてプロレスへ転向した人物である。横綱のプロレス転向は後に輪島大士、双羽黒光司、曙太郎の3人が続いている。

## 主な成績

### 通算成績
- 通算成績：335勝137敗1分1預54休 勝率.710
- 幕内成績：261勝104敗1分1預54休 勝率.715
- 大関成績：51勝15敗 勝率.773
- 横綱成績：172勝74敗1分1預50休 勝率.699
- 幕内在位：31場所
- 横綱在位：20場所
- 大関在位：6場所
- 三役在位：2場所（関脇2場所、小結なし）
- 金星：なし

### 各段優勝
- 幕内最高優勝：6回（1947年5月場所、1948年1月場所、1950年5月場所、1951年9月場所、1952年5月場所、1953年9月場所）

優勝同点：3回（上位優勝の時代に1回、優勝決定戦での敗北2回）
優勝次点：2回
- 十両優勝：1回（1943年1月場所）
- 幕下優勝：1回（1941年5月場所）

### 場所別成績
| 1936年 （昭和11年） | （前相撲）            | x                | （前相撲）             | x                     |
| 1937年 （昭和12年） | （前相撲）            | x                | （前相撲）             | x                     |
| 1938年 （昭和13年） | 西序ノ口23枚目 4–3    | x                | 西序二段17枚目 2–5     | x                     |
| 1939年 （昭和14年） | 西序二段25枚目 6–1    | x                | 東三段目15枚目 4–4     | x                     |
| 1940年 （昭和15年） | 東三段目12枚目 6–2    | x                | 東幕下28枚目 5–3       | x                     |
| 1941年 （昭和16年） | 西幕下15枚目 6–2      | x                | 西幕下2枚目 優勝 8–1   | x                     |
| 1942年 （昭和17年） | 東十両9枚目 12–3      | x                | 東十両筆頭 7–8         | x                     |
| 1943年 （昭和18年） | 東十両2枚目 優勝 14–1 | x                | 東前頭8枚目 10–5       | x                     |
| 1944年 （昭和19年） | 西前頭筆頭 7–4–4      | x                | 東前頭2枚目 6–4        | 西関脇 9–1 旗手       |
| 1945年 （昭和20年） | x                     | x                | 東関脇 6–1             | 東大関 9–1            |
| 1946年 （昭和21年） | x                     | x                | 国技館修理 のため中止  | 東大関 7–6            |
| 1947年 （昭和22年） | x                     | x                | 西張出大関 9–1         | 西大関 6–5            |
| 1948年 （昭和23年） | x                     | x                | 西大関2 10–1           | 西大関 10–1           |
| 1949年 （昭和24年） | 西張出横綱 10–2       | x                | 東横綱 8–7             | 西張出横綱 10–5       |
| 1950年 （昭和25年） | 西横綱 6–6–3          | x                | 西横綱 14–1            | 東横綱 11–4           |
| 1951年 （昭和26年） | 西横綱 10–5           | x                | 東張出横綱 12–3        | 東横綱 13–1           |
| 1952年 （昭和27年） | 東横綱 7–4–4          | x                | 西張出横綱 13–2        | 東横綱 7–7–1          |
| 1953年 （昭和28年） | 西横綱 2–5–8          | 西張出横綱 12–3  | 東横綱 11–4            | 西横綱 14–1           |
| 1954年 （昭和29年） | 東横綱 3–7–5          | 西張出横綱 5–3–7 | 東張出横綱 休場 0–0–15 | 東張出横綱 引退 4–4–7 |
| 各欄の数字は、「勝ち-負け-休場」を示す。 優勝 引退 休場 十両 幕下 三賞：敢=敢闘賞、殊=殊勲賞、技=技能賞 その他：★=金星 番付階級：幕内 - 十両 - 幕下 - 三段目 - 序二段 - 序ノ口 幕内序列：横綱 - 大関 - 関脇 - 小結 - 前頭（「#数字」は各位内の序列） |                       |                  |                        |                       |

※1949年1月場所は、引き分けが1。また1951年9月場所は、預かりが1あり。

### 幕内対戦成績
| 愛知山 | 2    | 0    | 安藝ノ海 | 0  | 2    | 綾昇   | 1    | 0  | 五ツ海 | 1    | 0    |  |  |  |
| 大内山 | 5    | 1    | 大起     | 5  | 0    | 大ノ海 | 1    | 0  | 大昇   | 1    | 0    |  |  |  |
| 大晃   | 0    | 1    | 大蛇潟   | 2  | 0    | 鏡里   | 10   | 4  | 笠置山 | 1    | 1    |  |  |  |
| 鹿嶋洋 | 1    | 0    | 柏戸     | 3  | 1    | 神風   | 10   | 1※ | 神錦   | 1    | 0    |  |  |  |
| 北ノ洋 | 1    | 1    | 九州山   | 0  | 1    | 清恵波 | 2    | 0  | 清美川 | 1    | 1    |  |  |  |
| 九ヶ錦 | 1    | 0    | 九州錦   | 1  | 0    | 高津山 | 7    | 0  | 琴ヶ濱 | 4    | 1    |  |  |  |
| 琴錦   | 8    | 4    | 佐賀ノ花 | 13 | 3    | 相模川 | 2    | 1  | 櫻錦   | 7    | 0    |  |  |  |
| 潮錦   | 1    | 0    | 汐ノ海   | 4  | 6    | 信夫山 | 2    | 1  | 清水川 | 7    | 1    |  |  |  |
| 玉ノ海 | 4(1) | 1(1) | 千代の山 | 8  | 9    | 常ノ山 | 1    | 0  | 照國   | 5(1) | 7(1) |  |  |  |
| 輝昇   | 5    | 2    | 出羽錦   | 1  | 3(3) | 出羽湊 | 1    | 1  | 十勝岩 | 3    | 1    |  |  |  |
| 時津山 | 4    | 0    | 栃錦     | 7  | 7    | 豊嶋   | 3    | 0  | 名寄岩 | 10   | 2    |  |  |  |
| 鳴門海 | 4    | 0    | 成山     | 0  | 1    | 羽黒山 | 7    | 8  | 羽嶋山 | 3    | 3(1) |  |  |  |
| 肥州山 | 1    | 0    | 備州山   | 6  | 1(1) | 二瀬川 | 3    | 0  | 二瀬山 | 2    | 1    |  |  |  |
| 双ツ龍 | 2    | 0    | 双葉山   | 1  | 0    | 双見山 | 2    | 0  | 不動岩 | 5    | 0    |  |  |  |
| 前田山 | 0    | 0*   | 増位山   | 3  | 4*   | 松ノ里 | 2(1) | 0  | 松浦潟 | 1    | 0    |  |  |  |
| 三根山 | 14   | 8    | 緑嶋     | 1  | 0    | 八方山 | 3    | 0  | 吉葉山 | 7    | 6※   |  |  |  |
| 力道山 | 5    | 2    | 若瀬川   | 13 | 0    | 若ノ花 | 6    | 3  | 若葉山 | 3    | 3(1) |  |  |  |

- 他に優勝決定戦で前田山と増位山に各1敗がある。

※さらに、神風に1引分、吉葉山と1預かりがある。